# Camelins
Els camelins (Camelinae) són una subfamília de mamífers artiodàctils de la família dels camèlids. Aparegueren a Nord-amèrica durant el Miocè inferior. Els laminis (llames, guanacs, alpaques i vicunyes) passaren a Sud-amèrica i els camelinis (camells) migraren a Euràsia abans que els camelins desapareguessin de les seves terres ancestrals nord-americanes durant l'últim període glacial. Els seus caràcters distintius inclouen un cap petit, un coll prim, un rostre esvelt, narius estrets i el llavi superior fes.